# 松尾村 (三重県)
松尾村（まつおむら）は三重県飯南郡にあった村。現在の松阪市中心部の南西、阪内川の中流域にあたる。

## 地理
- 河川：阪内川、法浄寺川

## 歴史
- 1889年（明治22年）4月1日 - 町村制の施行により、飯高郡丹生寺村・立野村・岡本村・藤ノ木村・阿形村・大足村・西野村および山室村・伊勢寺村の各一部の区域をもって松尾村が成立。
- 1896年（明治29年）4月1日 - 所属郡が飯南郡に変更。
- 1954年（昭和29年）10月15日 - 松阪市に編入。同日松尾村廃止。

## 地域

### 教育
- 松尾村立松尾小学校

## 交通

### 道路
現在は旧村域を伊勢自動車道が通過するが、当時は未開通。